# Ali Jimale-moskee
De Ali Jimale-moskee is een moskee in Mogadishu, de hoofdstad van Somalië. Het is een grote moderne moskee en bied plaats voor maximaal 5.000 mensen . De moskee werd vlak bij de luchthaven van Mogadishu gebouwd door zakenman Ahmed-Nur Ali Jimale en kostte 12 miljoen dollar. Het land waarop het staat, is ter beschikking gesteld door de regering van Somalië.